# NGC 3025
NGC 3025 је лентикуларна галаксија у сазвежђу Хидра која се налази на NGC листи објеката дубоког неба.
Деклинација објекта је - 21° 44' 29" а ректасцензија 9h 49m 29,0s. Привидна величина (магнитуда) објекта NGC 3025 износи 12,9 а фотографска магнитуда 13,9. NGC 3025 је још познат и под ознакама ESO 566-15, MCG -4-23-18, PGC 28249.